# Батерст (острво, Канада)
Острво Батерст  (енгл. Bathurst Island) у канадском арктичком архипелагу је једно од већих острва у територији Нунавут, Канада. Површина острва је око 16 042 km² што га чини 54. по величини у свијету и 13. у Канади.
Острво је ненасељено.
Источна обала острва је имала људске насеобине у периоду око године 1000., али је захлађењем климе дошло до одласка људи. У новије доба, први пут га је открио енглески истраживач Вилијам Пари (William Edward Parry) 1819. и назвао га је по Хенрију Батерсту (Henry Bathurst, 3rd Earl Bathurst), министру 1812-1827.
Острво је ниско са највишим врхом Стокесовом планином (Stokes Mountain) од око 412 m висине, у Стокесовом планинском ланцу који је дио Арктичких Кордиљера. Тло је плодно и омогућује раст многих биљних врста.